# Non c'è pace tra gli ulivi
Non c'è pace tra gli ulivi és una pel·lícula neorealista dramàtica italiana del 1950 dirigida per Giuseppe De Santis i protagonitzada per Raf Vallone, Lucia Bosè i Folco Lulli. Va ser la continuació del director d' Arròs amarg (1949) que també va protagonitzar Vallone. Originalment es va planejar associar-la amb Silvana Mangano de nou, però a causa del seu embaràs va ser substituïda per Lucia Bosé. Malgrat l'èxit comercial d' Arròs amarg, el comunista De Santis havia estat picat per les crítiques de l'esquerra a causa dels elements culturals estatunidencs inclosos a la pel·lícula que intencionadament va excloure del seguiment. També va incloure personatges que eren menys ambigus i van concloure amb un final feliç, semblant als del realisme socialista.
Els decorats de la pel·lícula van ser dissenyats pel director d'art Carlo Egidi. El rodatge d'ubicacions va tenir lloc al voltant de Fondi a Lazio, la ciutat natal del director De Santis, i a les oliveres de Vallecorsa, Itri i Sperlonga.

## Sinopsi
Francesco, desmobilitzat, torna a la seva regió natal, La Ciociaria, després de la guerra. La seva família es troba, en canvi, en una indigència total, després d'haver estat despullada del seu ramat d'ovelles pel veí Bonfiglio. Aquest, enriquit durant el conflicte, ara vol casar-se amb Lucia, enamorada de Francesco. Amb el suport de Maria Grazia, la seva pròpia germana, Francesco recupera els seus béns per la força. Per venjar-se, Bonfiglio viola Maria Grazia i presenta una denúncia contra ell amb testimonis falsos. Aleshores, Francesco és condemnat a quatre anys de presó. Aconsegueix escapar, segresta Lucia i, gràcies als pastors aterrits, persegueix a Bonfiglio muntanya amunt. Acorralat, aquest últim es suïcida en caure en un precipici. Les campanes de Pasqua sonen, al mateix temps, a tota velocitat. Per la seva banda, Francesco es lliura a la policia perquè es faci justícia.

## Repartiment
- Raf Vallone - Francesco Dominici
- Lucia Bosè - Lucia
- Folco Lulli - Agostino Bonfiglio
- Maria Grazia Francia - Maria Grazia
- Dante Maggio - Salvatore
- Michele Riccardini- Maresciallo
- Vincenzo Talarico - Advocat
- Pietro Tordi - Don Gaetano

## Crítica
Gianni Rondolino al Catalogo Bolaffi del cinema italià volum 1, 1969, 
| « | «La tercera pel·lícula de De Santis no deixa de ser una història social en la qual la lluita de l'individu contra una comunitat conformista i covard, antisocial i individualista, presenta l'única possible solució contra la injustícia i l'odi, els abusos i l'egoisme: la solidaritat de classe. D'aquesta manera, la pel·lícula esdevé una mena de discurs programàtic i propagandístic, entrellaçat amb fets i personatges que la comenten, però sense una autonomia artística efectiva, no s'estén cap a un conte poètic, no apropa als protagonistes de la història. vida, sinó que es limita a proposar un tema i una solució » | » |

## Recepció
La pel·lícula va recaptar al voltant de 405 milions de lires de l'època (molt lluny de la superproducció de 1950 Gli ultimi giorni di Pompei de L'Herbier i Moffa, amb 840 milions, però també de la indiferència del públic a Cronaca di un amore de Michelangelo Antonioni, amb 174 milions de lires).